# Гончариха (Черкасская область)
Гончари́ха (укр. Гончариха) — село в Катеринопольском районе Черкасской области Украины.
Население по переписи 2001 года составляло 440 человек. Почтовый индекс — 20530. Телефонный код — 4742.

## Местный совет
20530, Черкасская обл., Катеринопольский р-н, c. Гончариха